# Yazan Al-Naimat
Yazan Al-Naimat (Wadi as-Ser, 4 de junio de 1999) es un futbolista jordano que juega en la demarcación de delantero para el Al-Arabi S. C. de la Liga de fútbol de Catar.

## Selección nacional
Tras jugar en las categorías inferiores de la selección, finalmente hizo su debut con la selección absoluta de Jordania el 1 de febrero de 2021 en un encuentro amistoso contra Tayikistán que finalizó con un resultado de 2-0 tras los goles de Ahmad Ersan y Mohammad Abu Zrayq.

## Clubes
| Club           | País     | Año       | Partidos | Goles |
| -------------- | -------- | --------- | -------- | ----- |
| Sahab SC       | Jordania | 2018-2021 | 48       | 24    |
| Al Ahli S. C.  | Catar    | 2022-2024 | 52       | 17    |
| Al-Arabi S. C. | Catar    | 2024-     | 11       | 2     |